# 1999 〜ほれ、みたことか!世紀末〜
『1999 〜ほれ、みたことか!世紀末〜』（いちきゅうきゅうきゅう - ほれみたことかせいきまつ）は、1992年9月18日にココナッツジャパンエンターテイメントから発売されたファミリーコンピュータ用ボードゲームソフトである。

## ゲーム内容
ピンキー星人がナビゲーターとなり、プレイ人数（4 人まで、4人未満の場合の残りはCPUとなる）、名前、顔と職業を決める。
すごろくボードになった街を1～6の数とトラップが入ったカードを引き、止まったマス分のマスを進みイベントをこなしボードを一周するとゴール、給料が振込まれ1位のみボーナスの宇宙パワーがもらえる。
一周すると月が半年更新されノーム星人による侵略イベントが起こり、一部マップのイベントマスが強制マイナスイベントに変わる。最終的に1番宇宙パワーが多かった者が、ロケットでピンキー星にたどり着き（4位は地球残留、2・3位は多段ロケットの切り離しの形で見捨てられる）、一応の安息を得てゲームは終了する。
主なイベント
- 1996年1月　ノーム星人のカルト宗教「ノーム教」が発足。一部のマスがノーム教のマスに変わる。
- 1996年7月　ノーム星人開発の発電所ができる。公害が出ないがオゾン層を破壊。
- 1997年1月　地球全体で砂漠化現象、一部の仕事マスが砂漠マスに変更。
- 1997年10月　発電所が事故を起こしペット生物「親方」が怪獣と化し暴れ回る。
- 1998年1月　怪獣が暴れたせいで地球の地軸がずれ氷河期突入、企業が連鎖倒産し銀行が経営破綻。給料イベントが無くなり、全ての仕事マスがアクシデントマスに変更。
- 1999年1月　ノーム星人が宣戦布告。国連が要求を拒否し核兵器使用許可が下り、ハルマゲドンに発展する。
- 1999年7月　食糧倉庫がノーム星人に占領され人類の飢死は時間の問題。

## ストーリー
キャンプファイヤー中4人の大学生はある一隻のUFOが地球に不時着するのを目撃した。その異星人はピンキー星人と名乗り、近い将来ノーム星人というのが地球を侵略してくるという。彼らは人類を助けようと地球に来たが計算ミスほか諸々の原因で全員を助けるのは不可能と判断、せめて助けてくれた彼らをピンキー星へ脱出させるため1999年内までに宇宙パワーを集めるよう頼まれる。

## 評価
- ゲーム誌『ファミコン通信』の「クロスレビュー」では5・3・4・5の17点となっており[3][1]、レビュアーからは肯定的な意見はほぼ見られず、否定的な意見としては、「売りのコミカルさが中途半端で笑い難い」「全体的にギャグで攻めてもよかったのでは」「1位になっても旨味が微々たるもの」「戦略性がほぼなく一発逆転もないため淡々進めるだけ、飽きる」「結末は予想通りでちょっと悲しい、もうひとひねりがほしかった」「プレイ人数が4人固定なのはわずらしい」「COMプレイを見る必要性があまりなくてまどろっこしい」「イライラを感じさせてしまう」[3]とした他、3点を付けたレビュアーは、

といった低評価の文言ばかりが並んでいた。
- ゲーム誌『ファミリーコンピュータMagazine』の読者投票による「ゲーム通信簿」での評価は以下の通りとなっており、17.9点（満30点）となっている[2]。

| 項目 | キャラクタ | 音楽 | お買得度 | 操作性 | 熱中度 | オリジナリティ | 総合 |
| 得点 | 2.8        | 2.9  | 2.8      | 3.4    | 3.0    | 3.0            | 17.9 |